# Favela

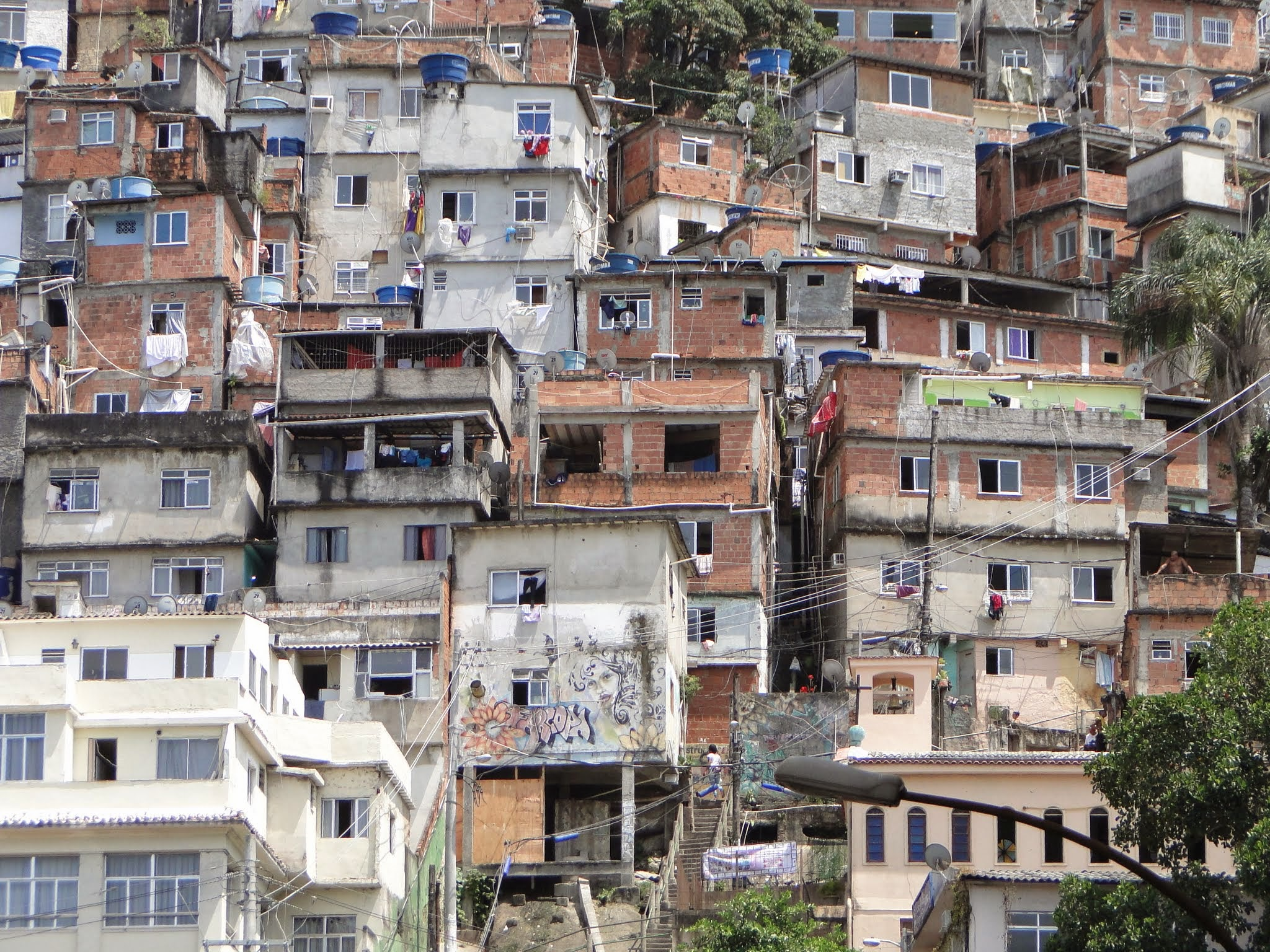
Favela in Rio

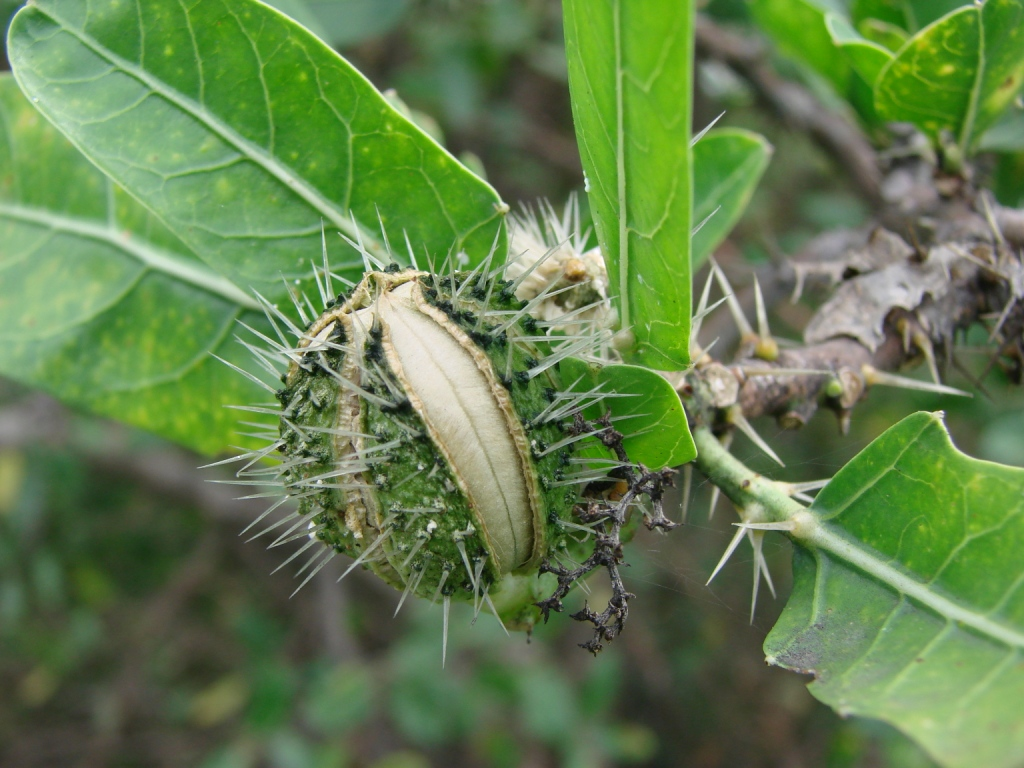
Favela-Pflanze (Cnidoscolus phyllacanthus seed)

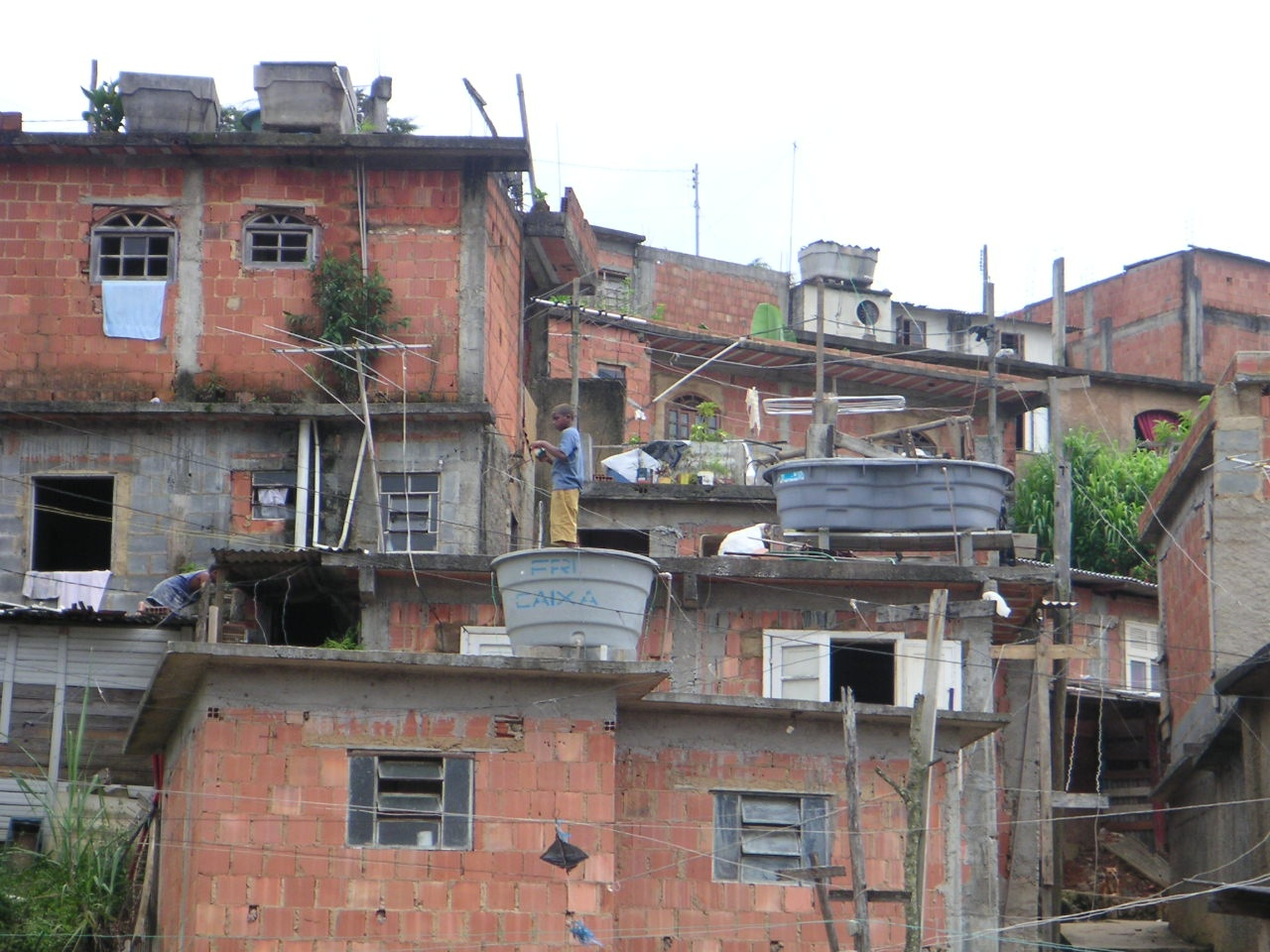
Favela in Nova Friburgo

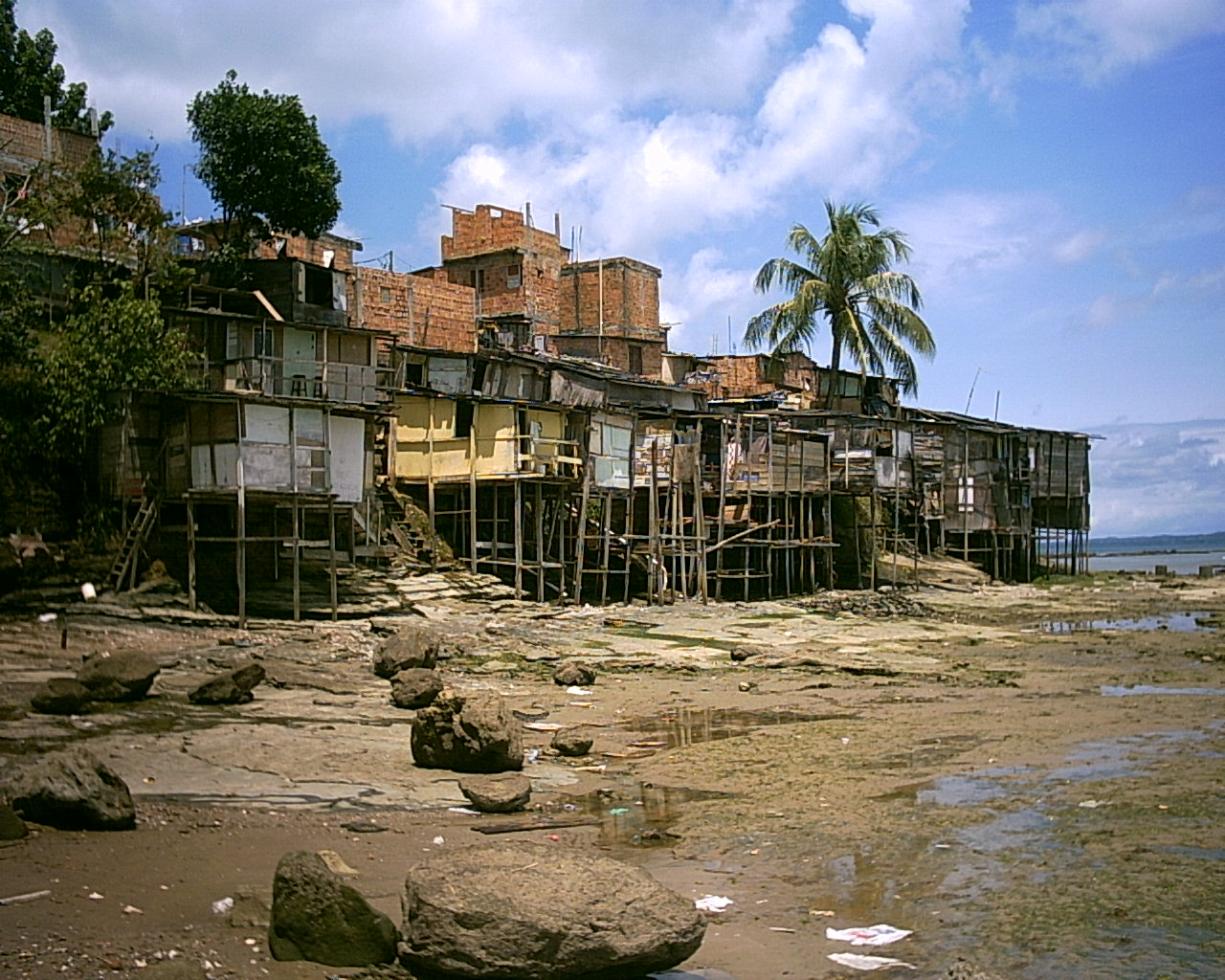
Favela in Salvador da Bahia

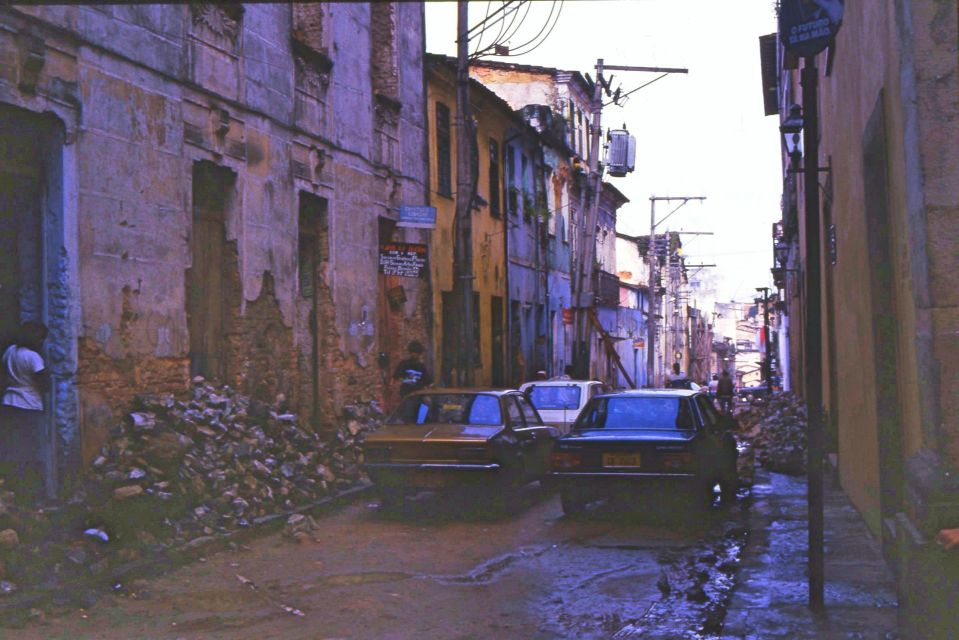
Slumähnliche Zustände in Salvadors historischem Zentrum 1988

Mit Favela (aus dem Portugiesischen entlehnt für „Armenviertel“ oder „Elendsviertel“) werden die besonders in Randlagen der großen Städte Brasiliens liegenden informellen Siedlungen oder auch Marginalsiedlungen bezeichnet, bei denen ein großer Teil der Bewohner über einen nur geringen Grundbesitz verfügt.
Vergleichbare Siedlungen findet man auch in vielen anderen Entwicklungsländern, wo sie andere Bezeichnungen haben. Favelas kann man zum Teil auch als Slum bezeichnen, nämlich wenn sie durch den Verfall städtischer Zonen entstehen. So heißen in Brasilien verlassene Hochhäuser, die durch Wohnungslose besetzt wurden, Favela vertical. Auch im historischen Kern Salvadors herrschten bis in die 1990er Jahre slumähnliche Zustände.

## Etymologie und Wortgebrauch
Die Bezeichnung kommt von einer brasilianischen Pflanze (Cnidoscolus quercifolius), welche den Namen „Favela“ trägt. Die ersten Armenviertel in Rio de Janeiro entstanden, als mittellose Heimkehrer aus dem Canudoskrieg sich in der Nähe des Bahnhofs ansiedelten. Sie haben auch die Bezeichnung für ihre Wohngegend mitgebracht. Ein Hügelzug in der Nähe von Canudos trug den Namen Favela-Höhe, weil seine Hänge von Favela-Pflanzen bedeckt waren. Über diesen Hügelzug hatte sich ein Großteil des Feldlagers erstreckt, das den Belagerungsring um Canudos gebildet hatte.
Das Wort „Favela“ wurde erstmals am 4. November 1900 in einem Brief des Polizeikommissars vom zehnten Revier an den Polizeichef von Rio de Janeiro benutzt, als er den „Hügel der Vorsehung“ (Morro da Providência) als Morro da Favela beschrieb, den Landstreicher und Kriminelle besiedelten. Der Begriff Favela wurde offiziell erstmals im Zensus des Jahres 1920 verwendet, als 839 Behausungen auf dem Morro da Providência in Rio de Janeiro beschrieben wurden.
Im Norden von Brasilien wird die Bezeichnung seltener verwendet. Stattdessen spricht man von der Periferia.

## Geschichte
Die ersten Favelas entstanden im Zuge des Endes der Sklaverei nach der Lei Áurea im Jahr 1888. Seither haben sie sich ständig ausgebreitet.
1963 wurden Favelas offiziell definiert „als Gruppe von Behausungen mit hoher Bevölkerungsdichte, unsystematisch und mit ungeeignetem Material ohne Zoneneinteilung errichtet, ohne öffentliche Versorgung und auf illegal genutzten Grundstücken ohne Einverständnis des Eigentümers.“ Seit Entstehung der ersten Favelas schwankte die Politik der brasilianischen Regierung sowie der Kommunalverwaltung zwischen Aussiedlungsbemühungen auf der einen sowie Hilfsangeboten zur Verbesserung der Lebenssituation für die Bewohner auf der anderen Seite. Die Militärdiktaturen in Brasilien 1977 bis 1980 versuchten, durch zum Teil gewaltsame Umsiedlungsprogramme eine Zurückdrängung dieser urbanen Siedlungsräume zu erreichen, was jedoch scheiterte.
Seit Ende der 1960er Jahre und verstärkt ab März 1980 (Carta da Favela) wird auf die Sanierung der Favelas gesetzt, zunächst mit punktuellen Eingriffen, in neuerer Zeit durch integrative Großprojekte. In Rio de Janeiro wurde im Jahr 1994 das vielbeachtete, großangelegte Programm Favela-Bairro begonnen; die favelas sollen dem Namen nach zu bairros, regulären Stadtvierteln werden. Die Favela Rocinha wurde 1992 offiziell zum bairro erklärt und war 1998 mit etwa 200.000 Bewohnern nicht nur die größte in Brasilien, sondern in ganz Südamerika. Von Anfang 2013 bis Ende 2014 wurden insbesondere Rios Favelas zur Vorbereitung auf die Fußball-Weltmeisterschaft 2014 von Polizei und Militär systematisch mit Razzien durchforstet, um die von ihnen ausgehende Drogenkriminalität zu bekämpfen.

## Bewertung
Während in vielen Medien und teilweise in der Literatur die Probleme der Favelas herausgestellt werden, sagt die US-amerikanische Anthropologin Janice E. Perlman, dass Favelas nicht das Problem, sondern die Lösung seien. Perlman hat mehrfach Jahre vor allem über Armenviertel in Brasilien geforscht, sie zitiert mit dieser Bewertung auch den britischen Architekten John F.C. Turner (1927–2023), der einer der ersten war, der Favelas erforschte.